# Word Rescue
Word Rescue es un videojuego de plataformas educativo escrito por Karen Crowther (Chun), de Redwood Games, y publicado por Apogee Software en marzo de 1992. Como muchos otros juegos comercializados por Apogee durante esta época, Word Rescue se compone de tres episodios, de los que tan solo el primero se puede jugar en la versión de prueba.
- Episodio 1 - Visit Gruzzleville and the Castle ('Visita Gruzzleville y el castillo')
- Episodio 2 - Explore GruzzleBad Caverns ('Explora las cavernas de GruzzleBad')
- Episodio 3 - See the spooky Haunted House ('Echa un vistazo a la espeluznante casa encantada')

Apogee aún vende la versión registrada de este juego, que fue seguido por Word Rescue Plus.

## Trama
La historia se centra en criaturas llamadas «Gruzzles». Como no saben leer, los Gruzzles roban las palabras de los libros para que nadie más pueda leer. El personaje del jugador, que puede ser masculino o femenino, tiene que ayudar a la oruga Benny Bookworm a recuperar las palabras robadas y relacionarlas con su significado para volver a meterlas en los libros.